# Бердичевський Леонід Опанасович
Леонід Опанасович Бердичевський (11 березня (24 березня) 1908, Умань, Київська губернія, Російська імперія — 31 липня 1944, Латвія) — радянський офіцер, Герой Радянського Союзу, під час німецько-радянської війни заступник командира 64-го гвардійського окремого танкового полку по політичній частині (9-а гвардійська механізована бригада, 3-й гвардійський механізований корпус, 1-й Прибалтійський фронт), гвардії підполковник.

## Біографія
Народився 11 березня (24 березня) 1908 року в місті Умань (нині Черкаська область, Україна) в єврейській родині службовця. 
Член ВКП(б)/КПРС з 1930 року. Мешкав у Дніпропетровську. Закінчив юридичний робітфак. Працював уповноваженим райколгоспспілки у Шепетівському районі.
До лав Червоної армії призваний у 1930 році. Закінчив Харківське бронетанкове училище у 1933 році. 
Учасник вторгнення СРСР до Польщі та радянсько-фінської війни 1939-1940 років. 
З початком німецько-радянської війни на фронті. Воював на Західному, Південно-Західному, Сталінградському, 1-му Прибалтійському фронтах. Брав участь в оборонних боях в Україні, під Москвою і Сталінградом. Чотири рази поранений.
Відзначився 27—31 липня 1944 року при визволенні міста Мітава (нині — Єлгава, Латвія).
Ідучи в атаку на своєму танку на чолі підрозділу полку, вміло керував ним. У ході бою були знищені танк, п'ятнадцять зенітних і сім польових гармат. Двічі його танк потрапляв під прицільний вогонь гармат противника і займався. Обидва рази Бердичевський, ризикуючи життям, організовував гасіння пожежі. Всі члени екіпажу отримали сильні опіки, однак продовжували бій. Коли снаряд противника втретє підпалив танк, поранений осколками, підполковник наказав екіпажу покинути палаючий танк, а сам, прикриваючи відхід танкістів, зайняв місце механіка-водія і направив бойову машину на зенітну гармату і знищив її. Від вибуху в танку підполковник Бердичівський героїчно загинув.
Указом Президії Верховної Ради СРСР від 24 березня 1945 року за мужність, відвагу і героїзм, проявлені в боротьбі з німецько-фашистськими загарбниками, гвардії підполковнику Бердичевському Леоніду Опанасовичу посмертно присвоєно звання Героя Радянського Союзу.

## Нагороди
Нагороджений орденами Леніна, Червоного Прапора, Червоної Зірки.